# クリーブランド美術館
クリーブランド美術館（クリーブランドびじゅつかん、Cleveland Museum of Art）は、アメリカ合衆国オハイオ州クリーブランド市にある全米有数の規模の総合美術館。クリーブランド市東部の文教地区ユニバーシティ・サークルにあり、収蔵点数は7万点、展示室の数は70を数える。

## 概要
1913年に開設され、コロンブス来航以前のアメリカ大陸や中世ヨーロッパ、日本・中国・韓国など東洋美術、印象派など近代美術から現代美術までの大コレクションを持つ。また大きな美術図書館、パフォーマンスアートのための舞台、レストランなどがある。音楽コンサート、映画上映、講義なども開催される。美術館への入場料は無料。
実業家ほか市民の発起で建設された美術館の本館は1916年に竣工し（設計：Hubbell and Benes）、1958年、1971年、1983年に増築を行った（1971年の増築はマルセル・ブロイヤーの設計による）。来客や収蔵品の増加に対処するため、さらに20万平方フィート（1万8580平方メートル）の増築工事がラファエル・ヴィニオリの設計で進行中で、完成は2011年を予定している（一部は2008年に先行オープン）。また2006年1月から2006年10月まで一時閉館し、大規模なリノベーション工事を行い、その間に東京や北京、ミュンヘン、ロサンゼルスなどへの所蔵作品の巡回展を企画した。

## コレクション

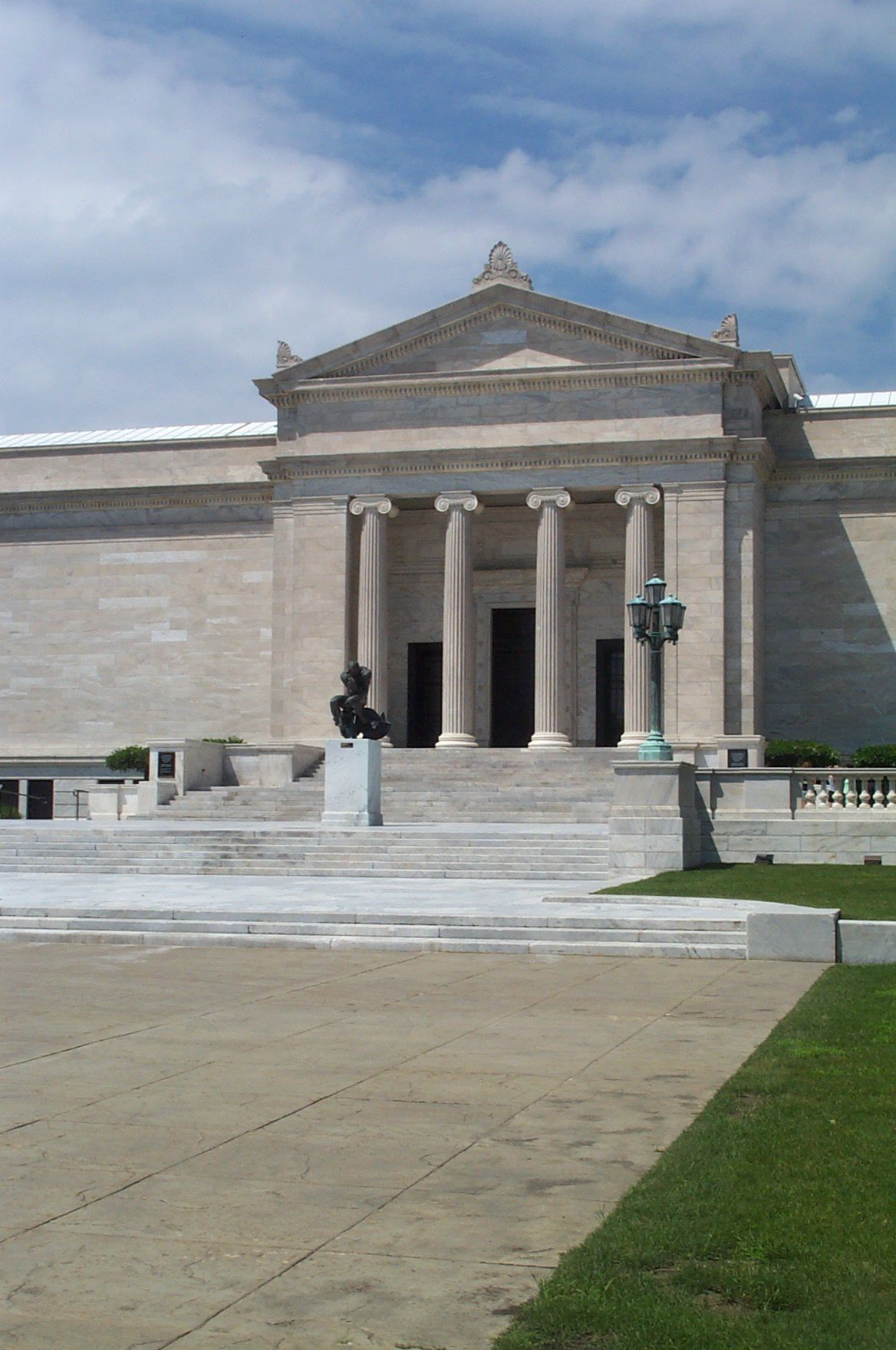
玄関部分拡大

美術館の玄関前には、開館直後の1917年に美術館に寄付されたオーギュスト・ロダンの『考える人』の拡大されたバージョンがある。この像はロダンが生前最後に鋳造を直接指揮した作品のひとつであるが、1970年に抗議者により破壊行為を受け一部損傷した。しかしロダンが直接鋳造に立ち会ったことを尊重して、手を加えないために補修はされていない。
2004年6月、美術館は古代ギリシャのブロンズ像、『アポロ・サウロクトノス』（トカゲを殺すアポロン）を入手した。この像はアテネのプラクシテレスによるオリジナルとみられるが、来歴などはよく分かっておらず、ローマ時代の模刻ではないかという見方もあり、美術館による研究が続いている。2011年、この作品は西暦前350年から西暦前250年のものであると発表された。
また日本美術のコレクションは、古代から江戸、近代にまで及び、ボストン美術館やメトロポリタン美術館に匹敵する全米屈指の規模と質を誇る。

### ギャラリー

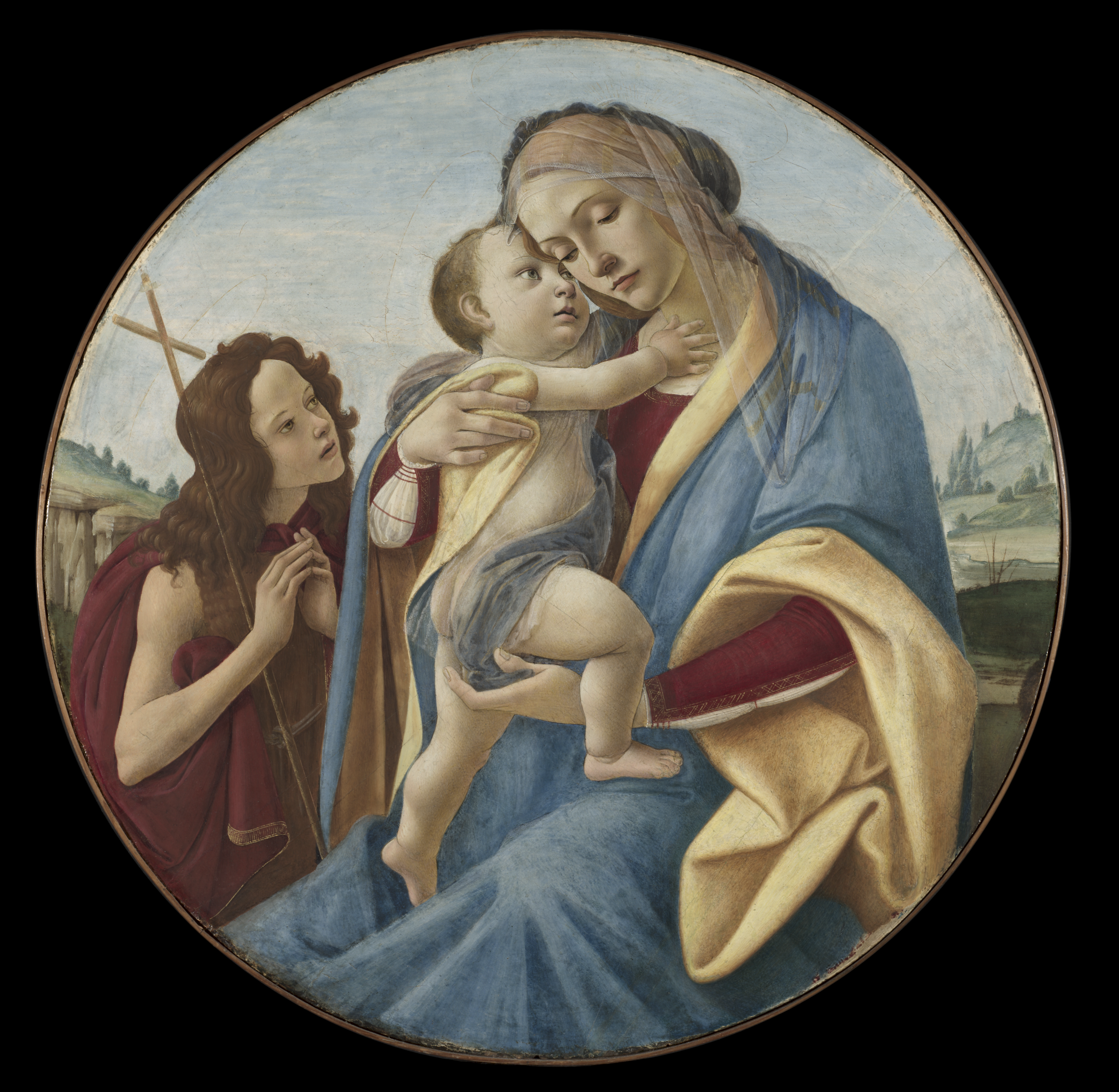
サンドロ・ボッティチェリ『聖母子と若い洗礼者聖ヨハネ』1490年頃
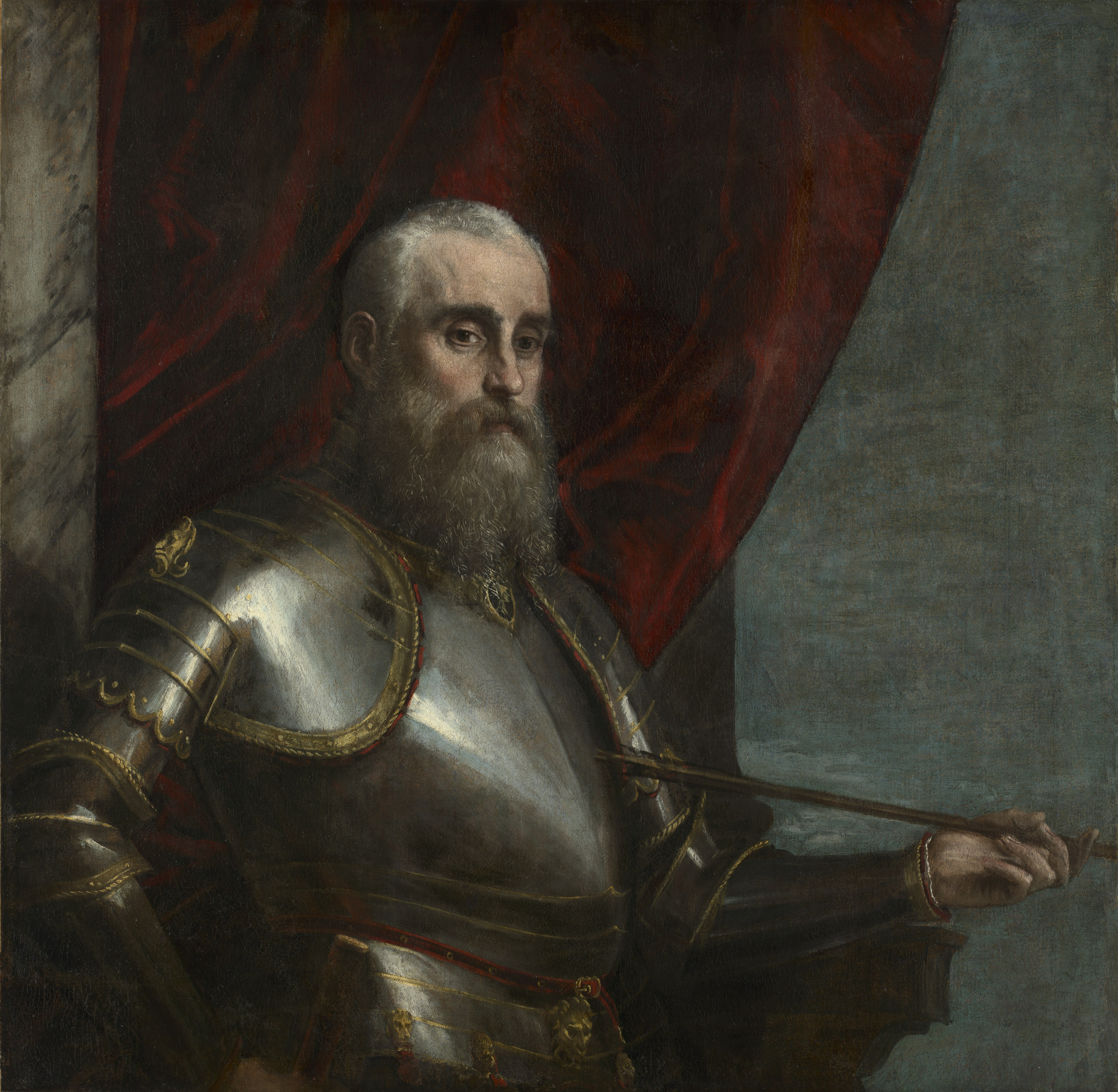
パオロ・ヴェロネーゼ『アゴスティーノ・バルバリーゴの肖像』1571年頃
カラヴァッジョ『聖アンデレの磔刑』1607年
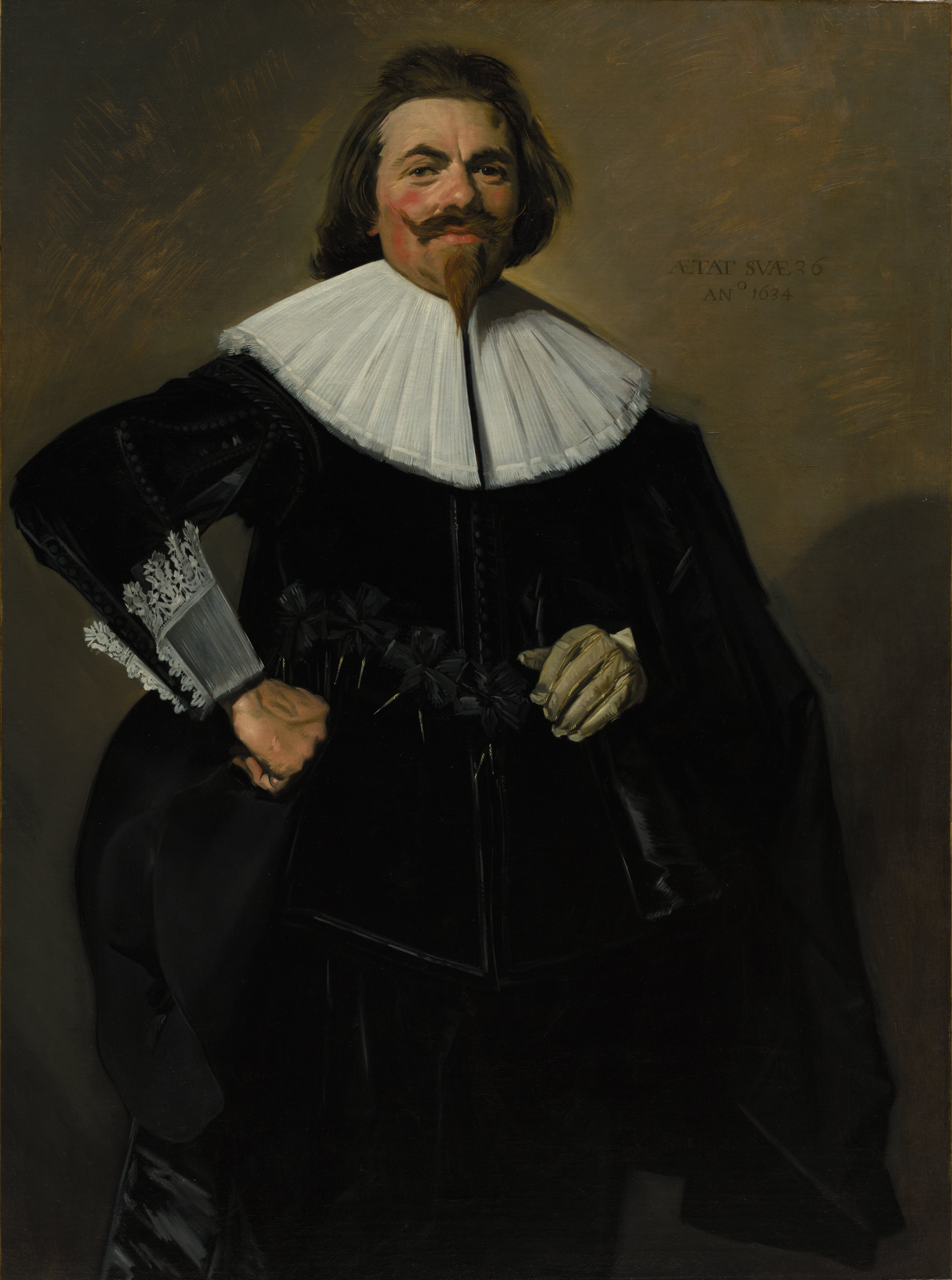
フランス・ハルス『ティーレマン・ルースターマンの肖像』1634年
フランシスコ・デ・スルバラン『ナザレの家のキリストと聖母マリア』1640年頃
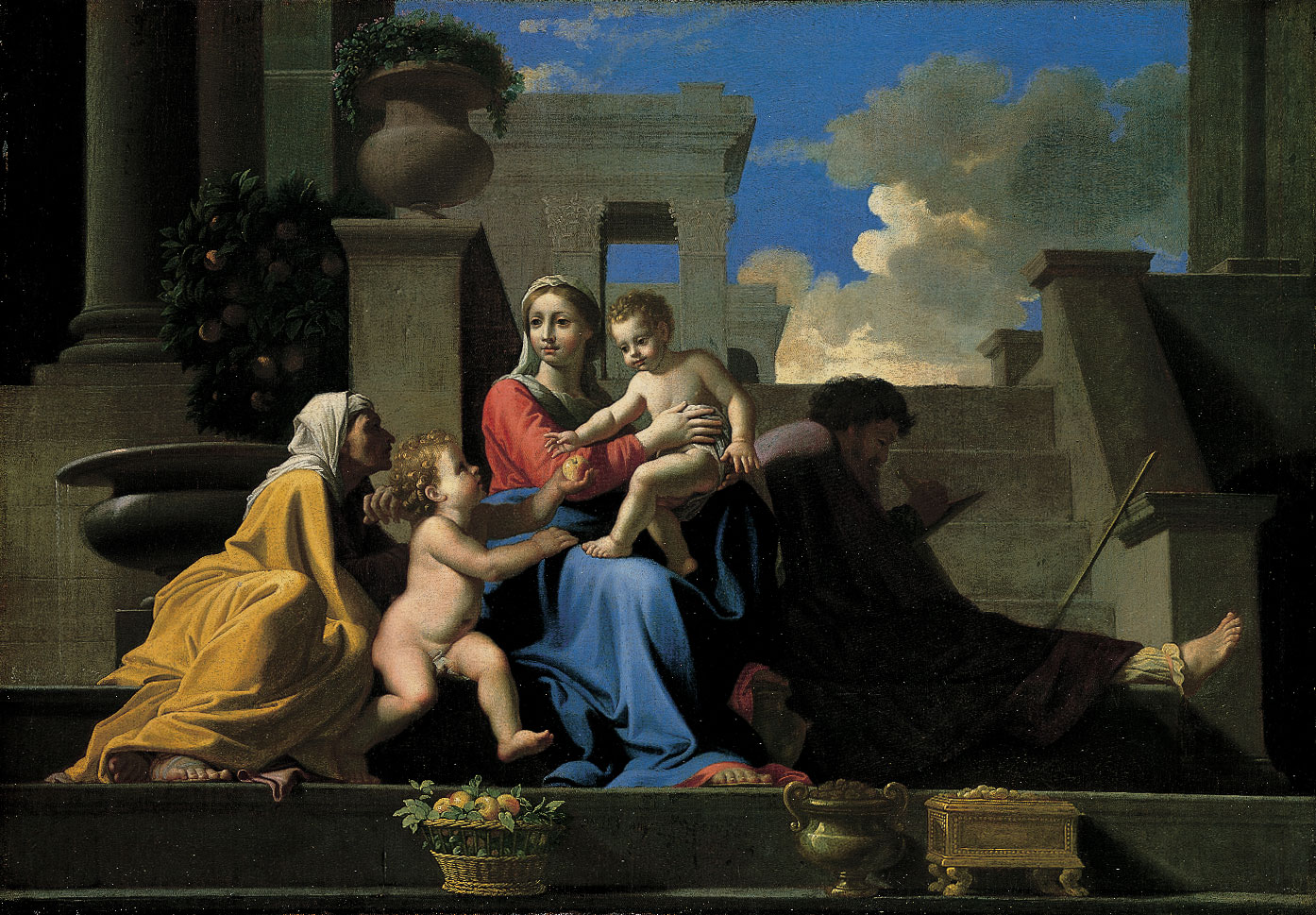
ニコラ・プッサン『階段の聖家族』1648年
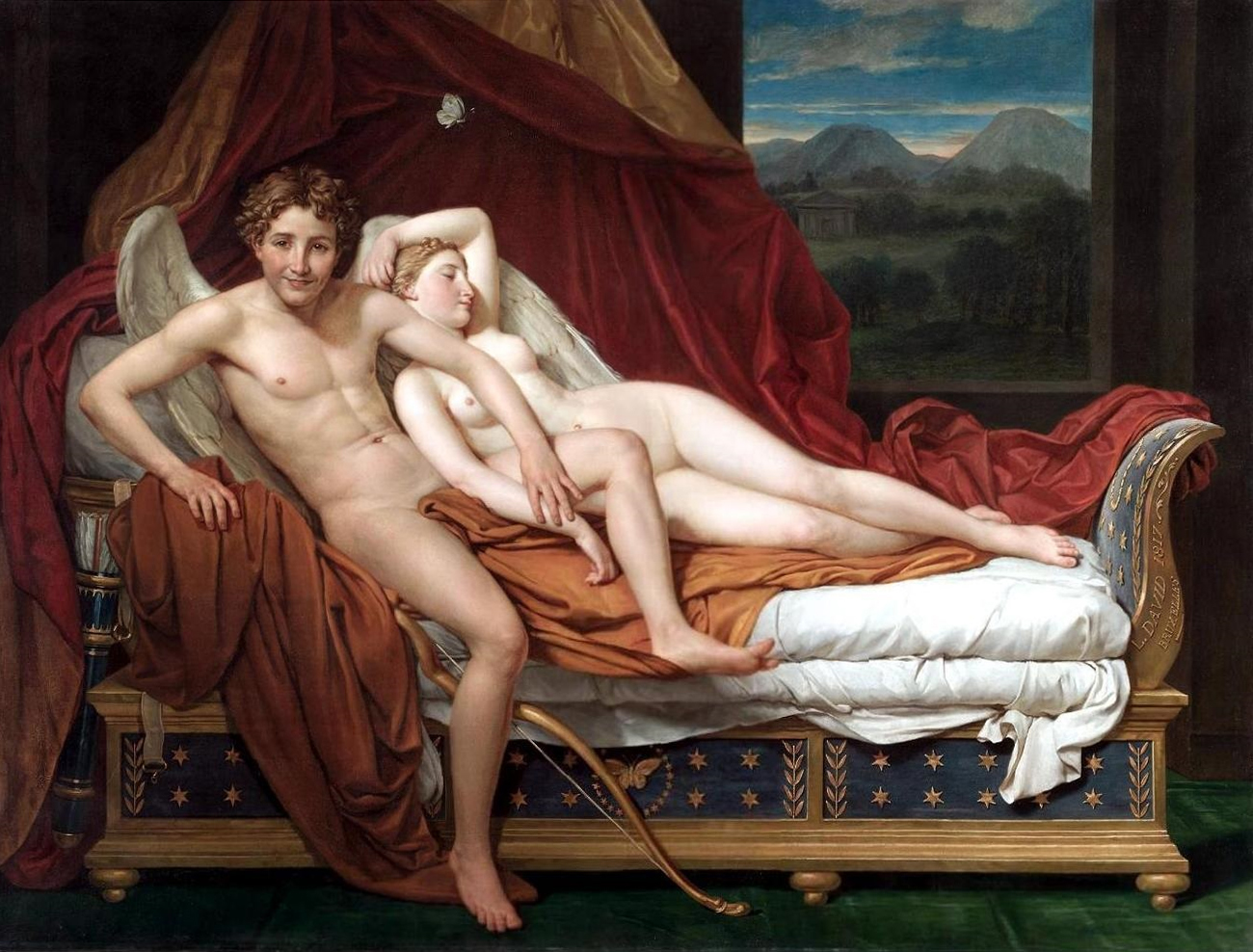
ジャック＝ルイ・ダヴィッド『キューピッドとプシュケ』1817年
フランシスコ・デ・ゴヤ『フアン・アントニオ・クエルボの肖像』1819年
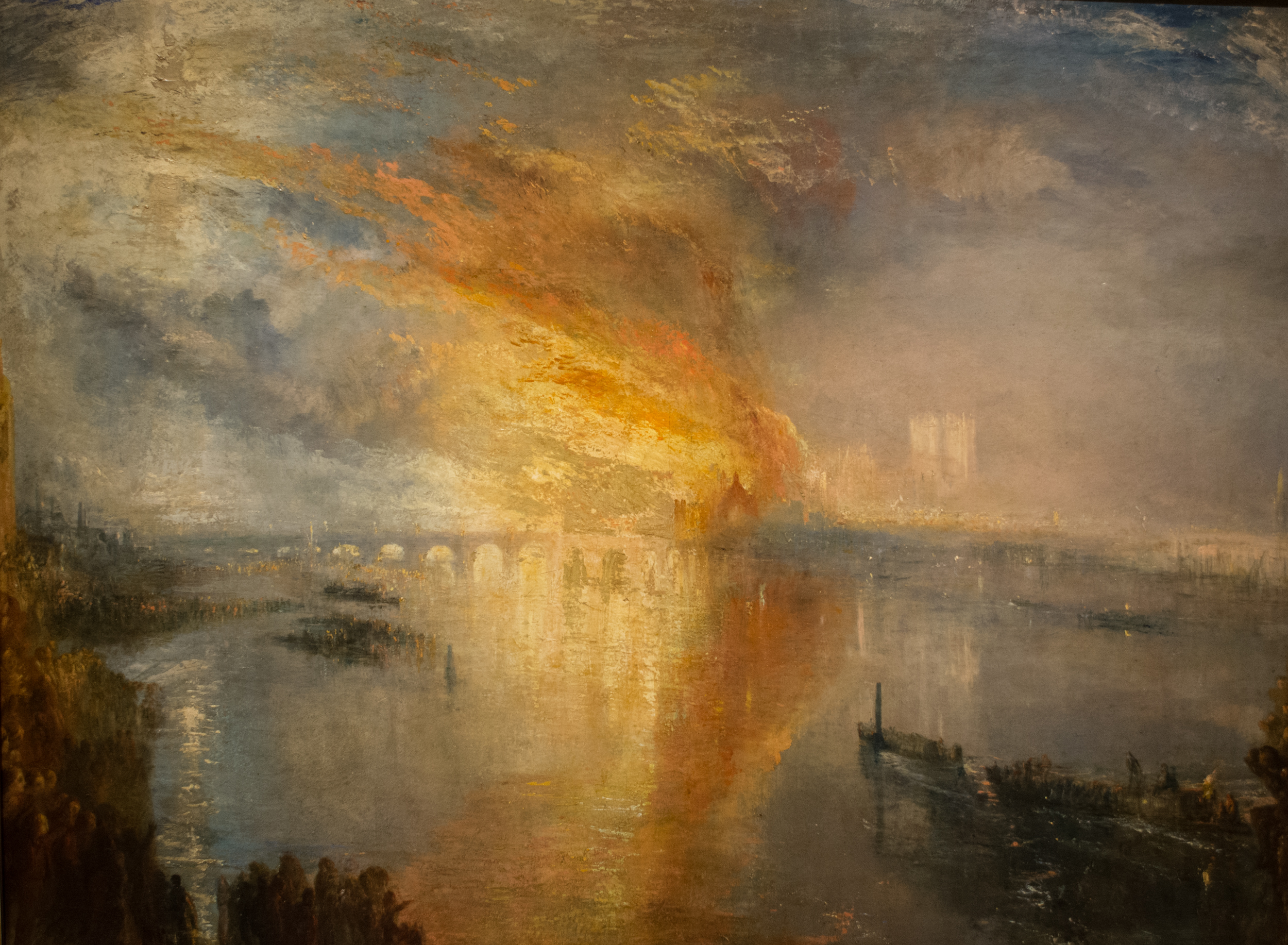
ジョゼフ・マロード・ウィリアム・ターナー『貴族院と庶民院の火災』1834年
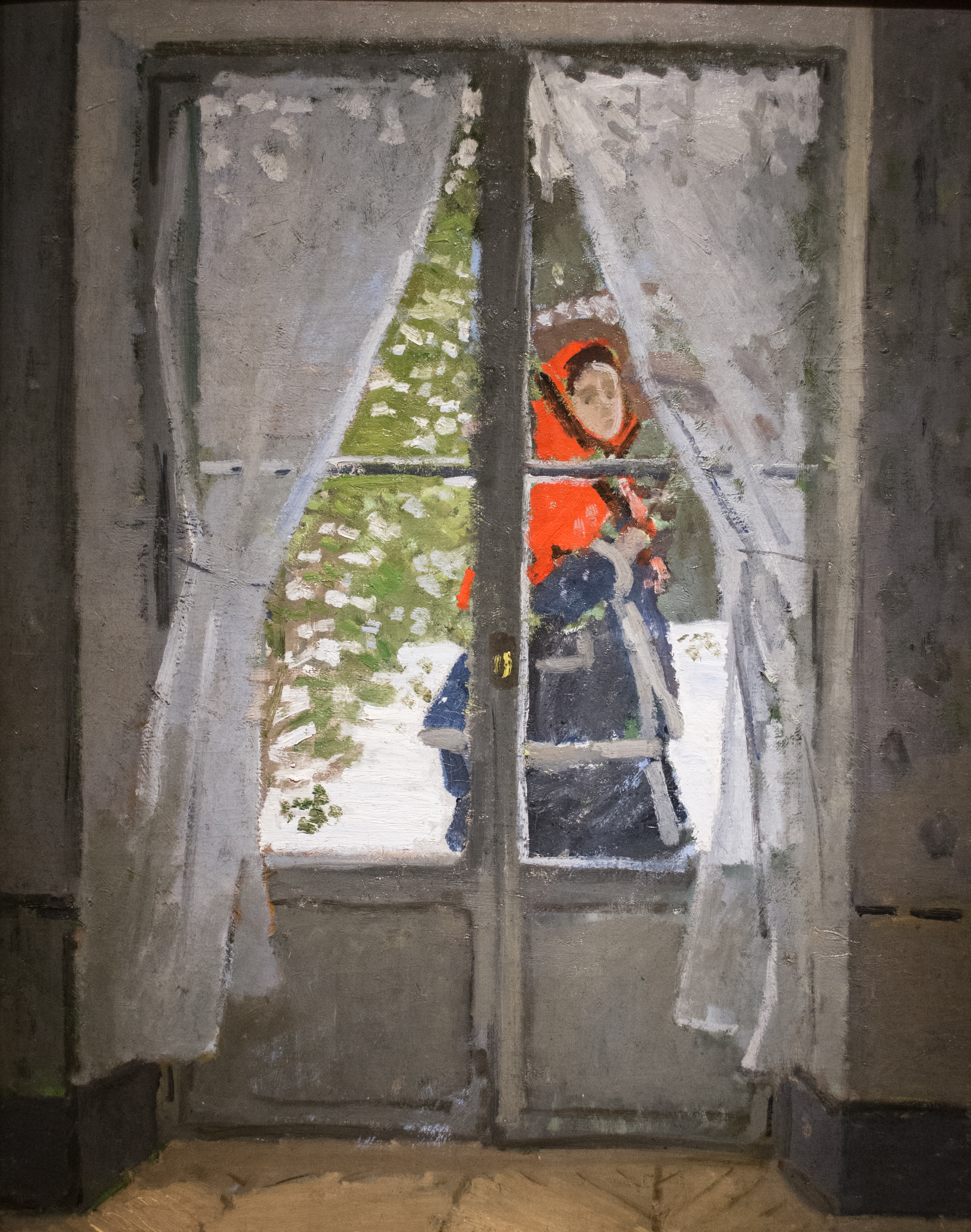
クロード・モネ『赤いケープ』1868年-1873年頃
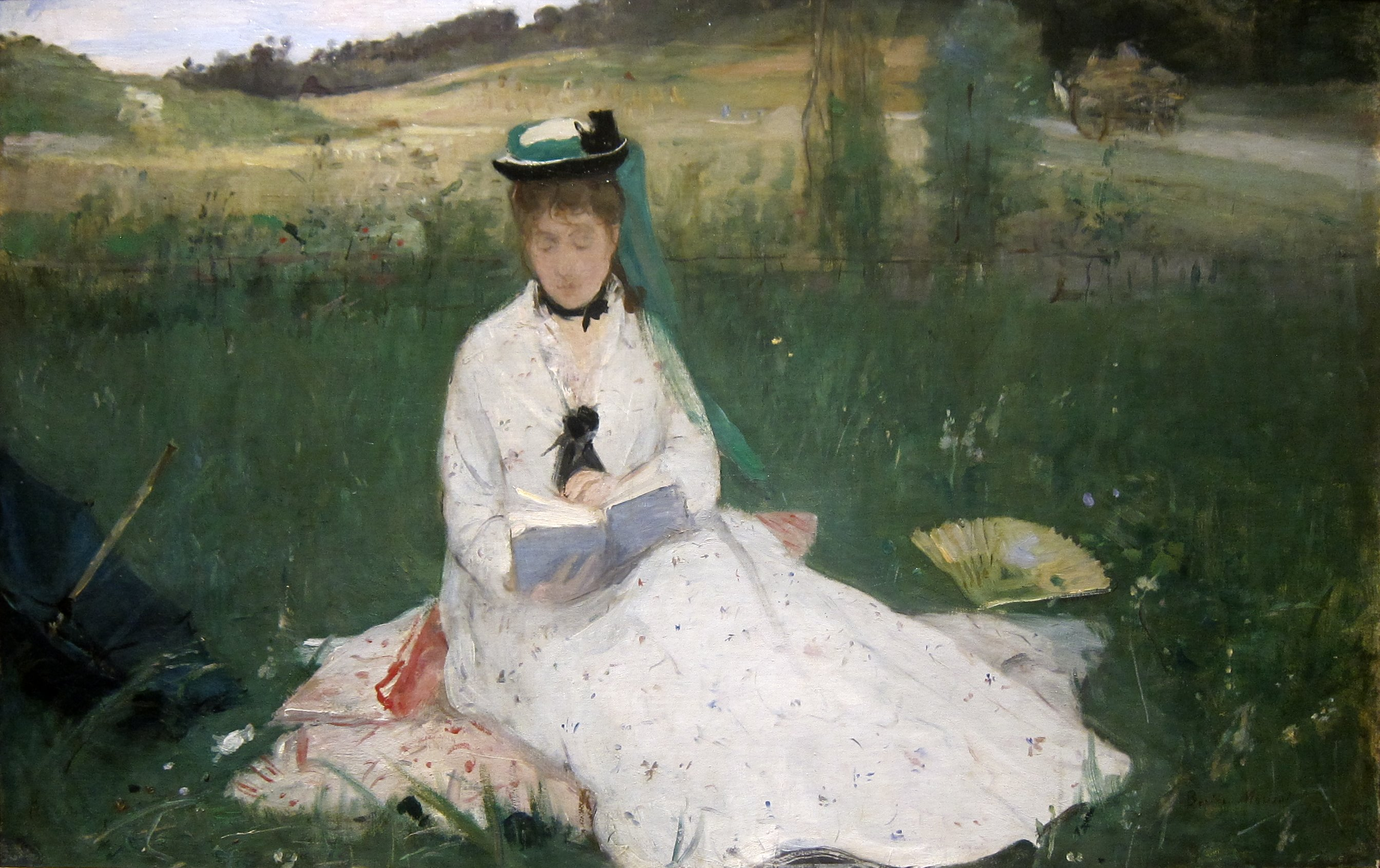
ベルト・モリゾ『読書』1873年
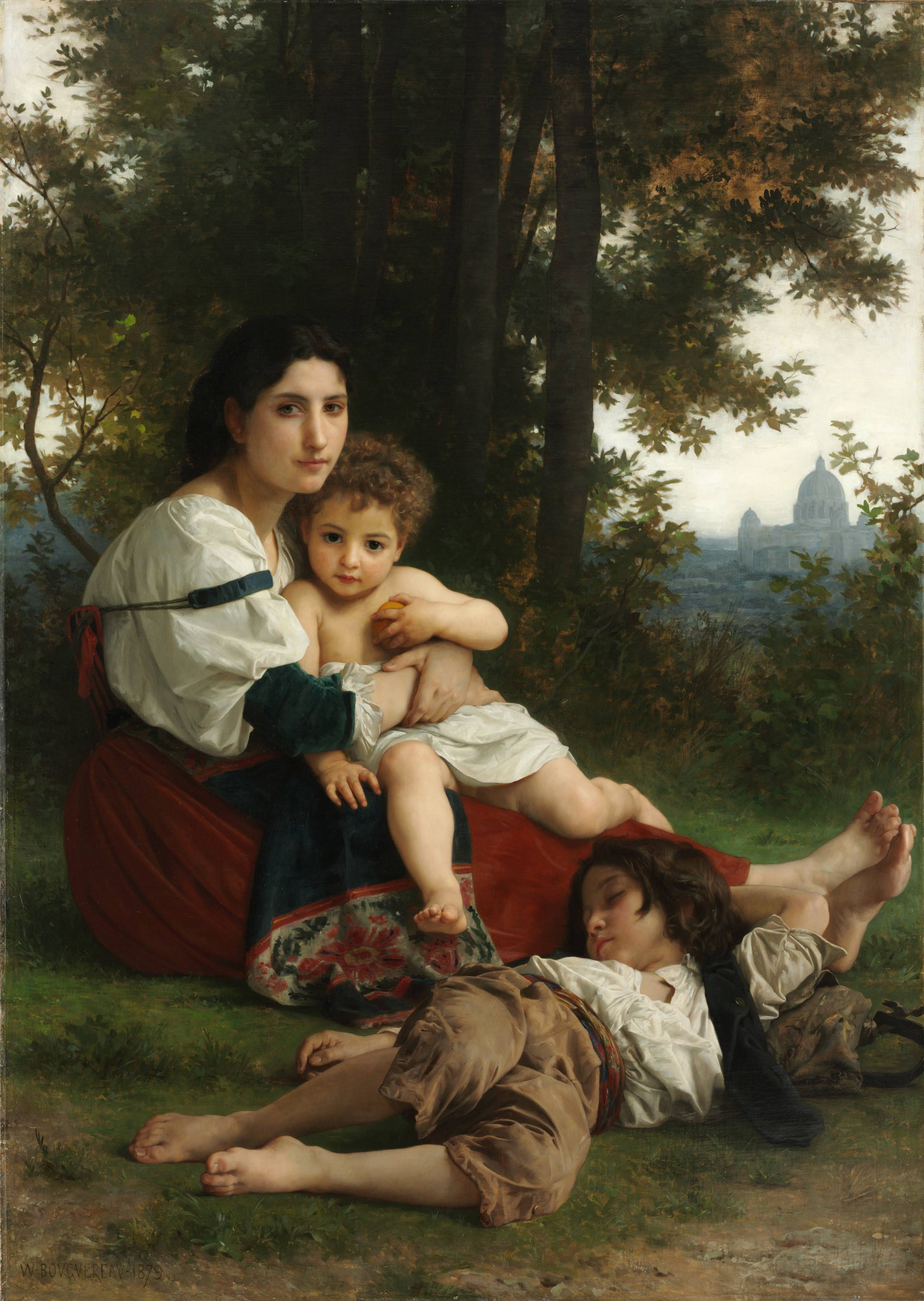
ウィリアム・アドルフ・ブグロー『休息』1879年
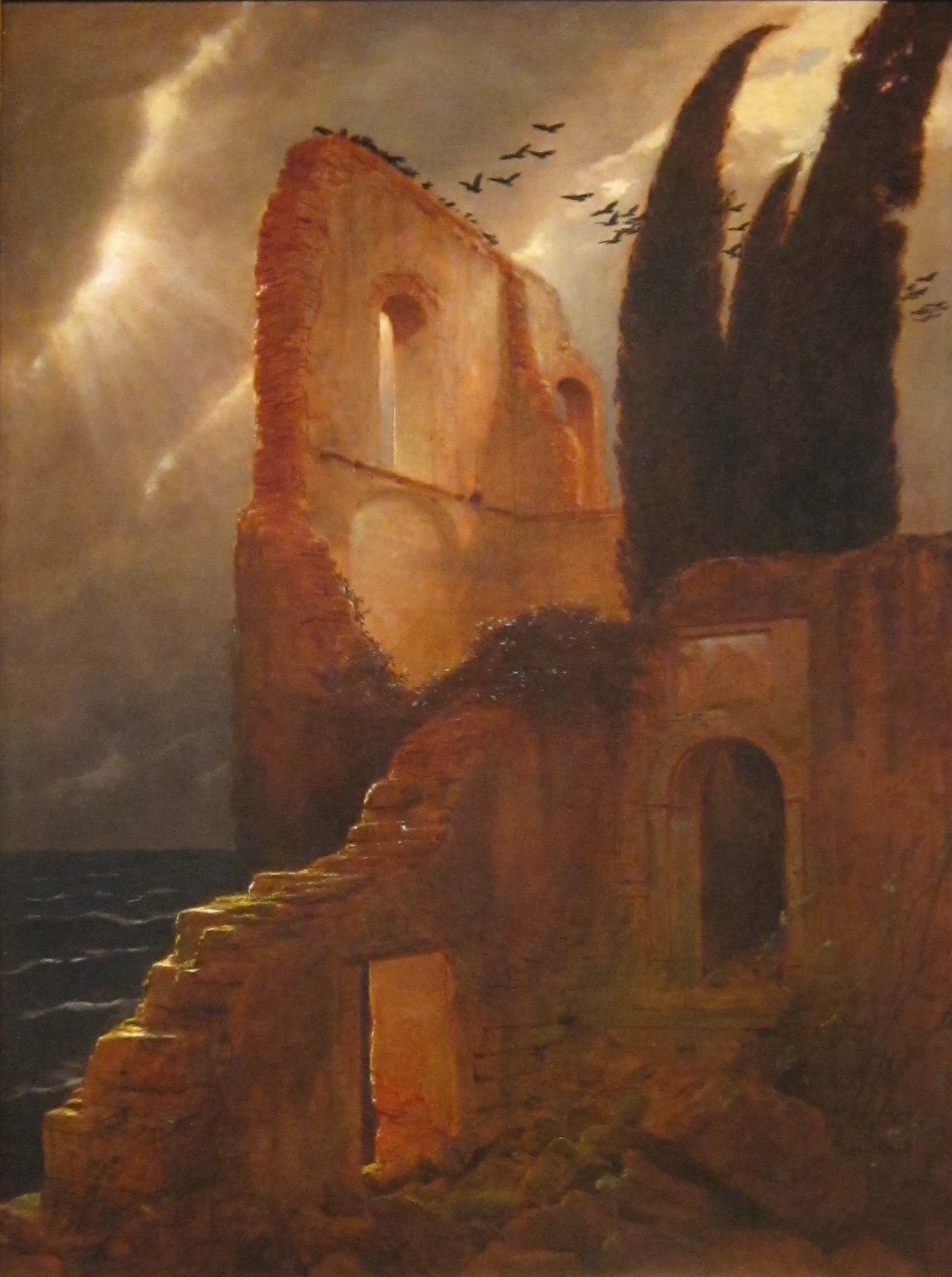
アルノルト・ベックリン『海辺の廃墟』1881年
フィンセント・ファン・ゴッホ『大きなプラタナスの木』1889
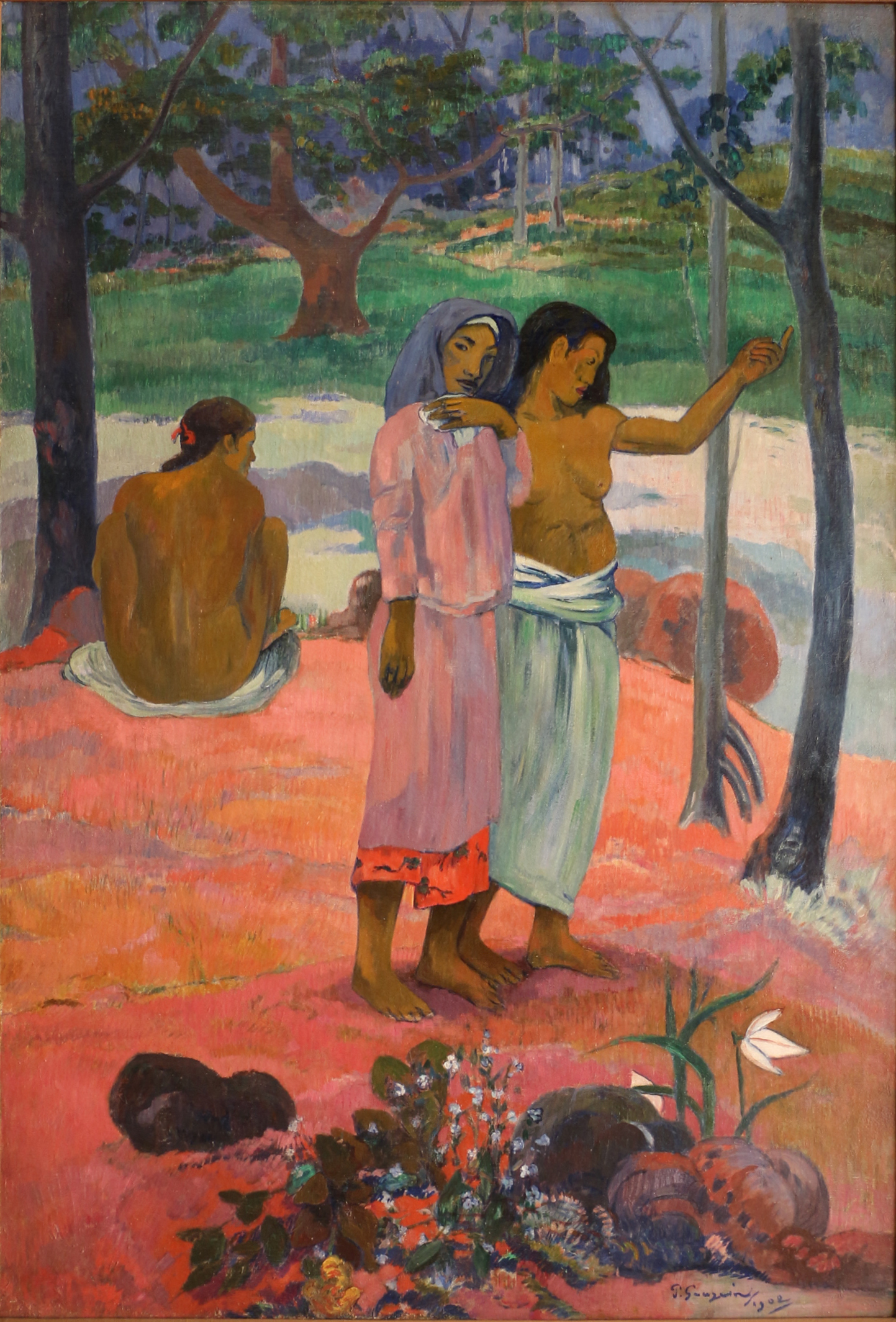
ポール・ゴーギャン『呼び声』1903年
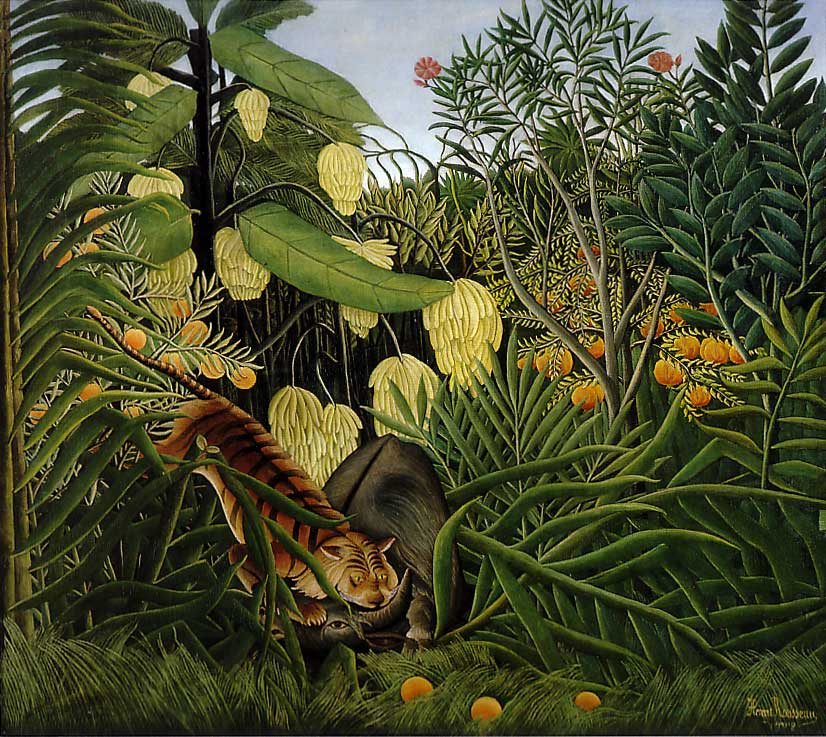
アンリ・ルソー『虎とバッファローの戦い』1908年
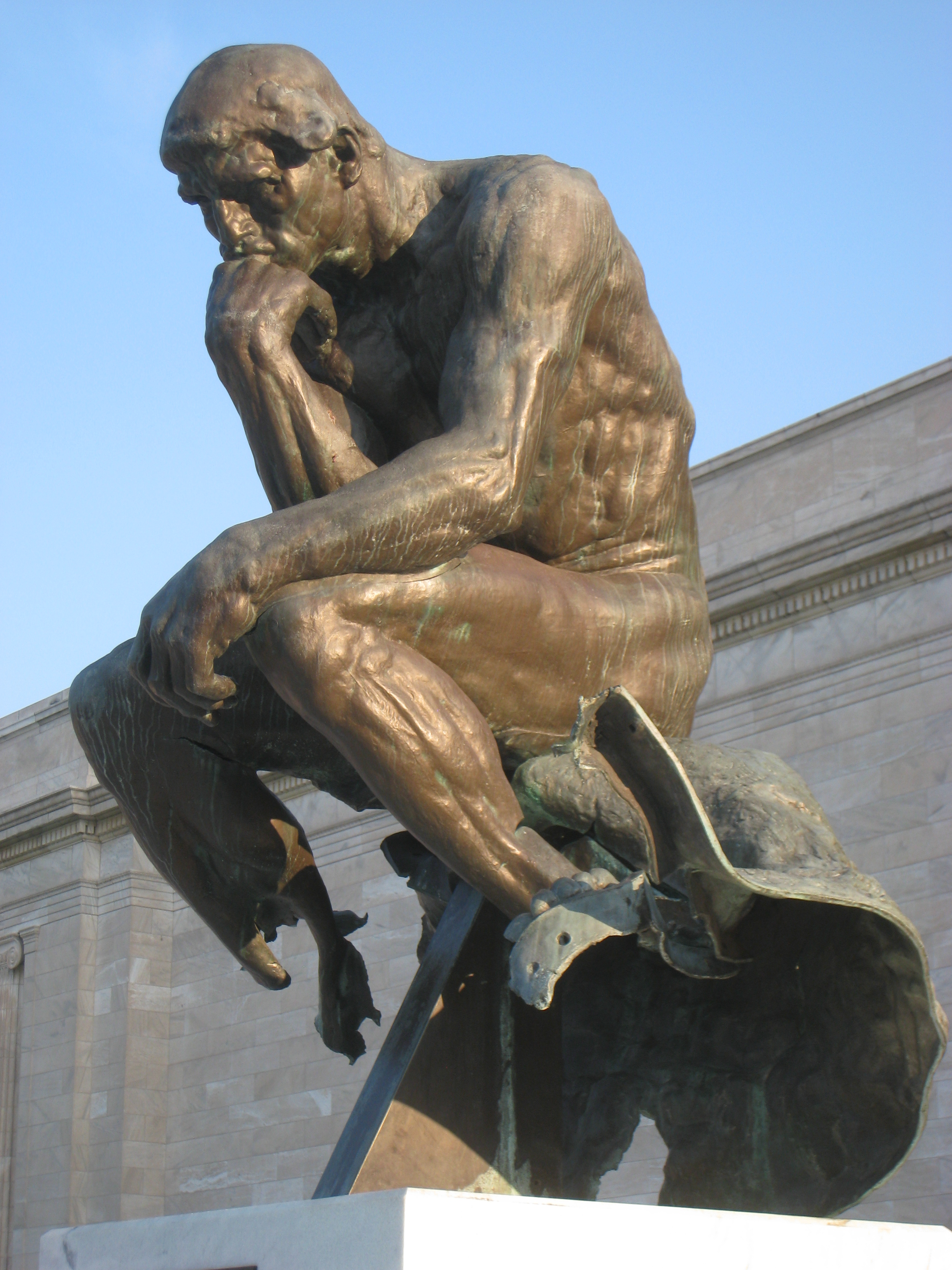
オーギュスト・ロダン『考える人』
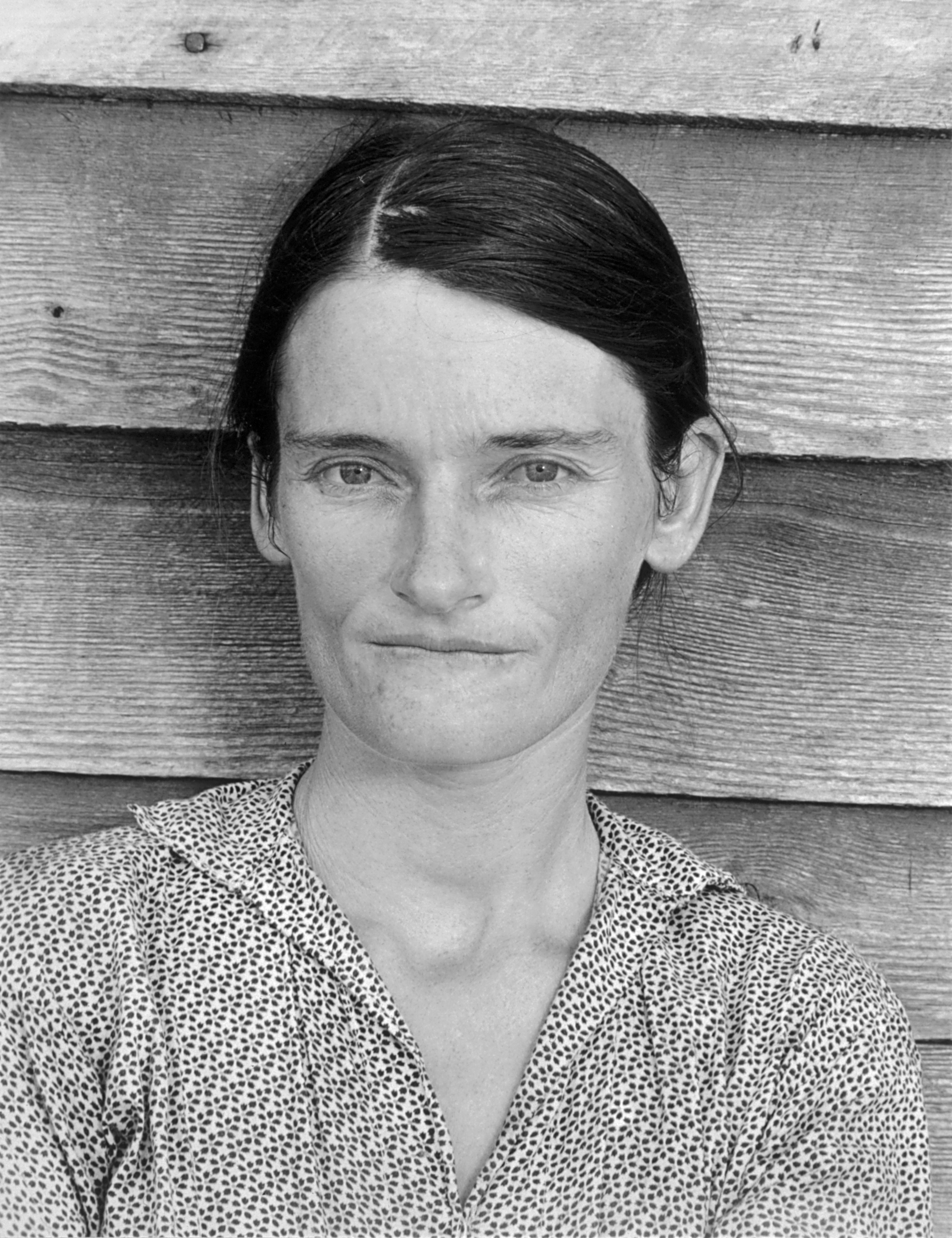
ウォーカー・エヴァンズ『Allie Mae Burroughs, Wife of a Cotton Sharecropper, Hale County, Alabama』1936年

### 建築

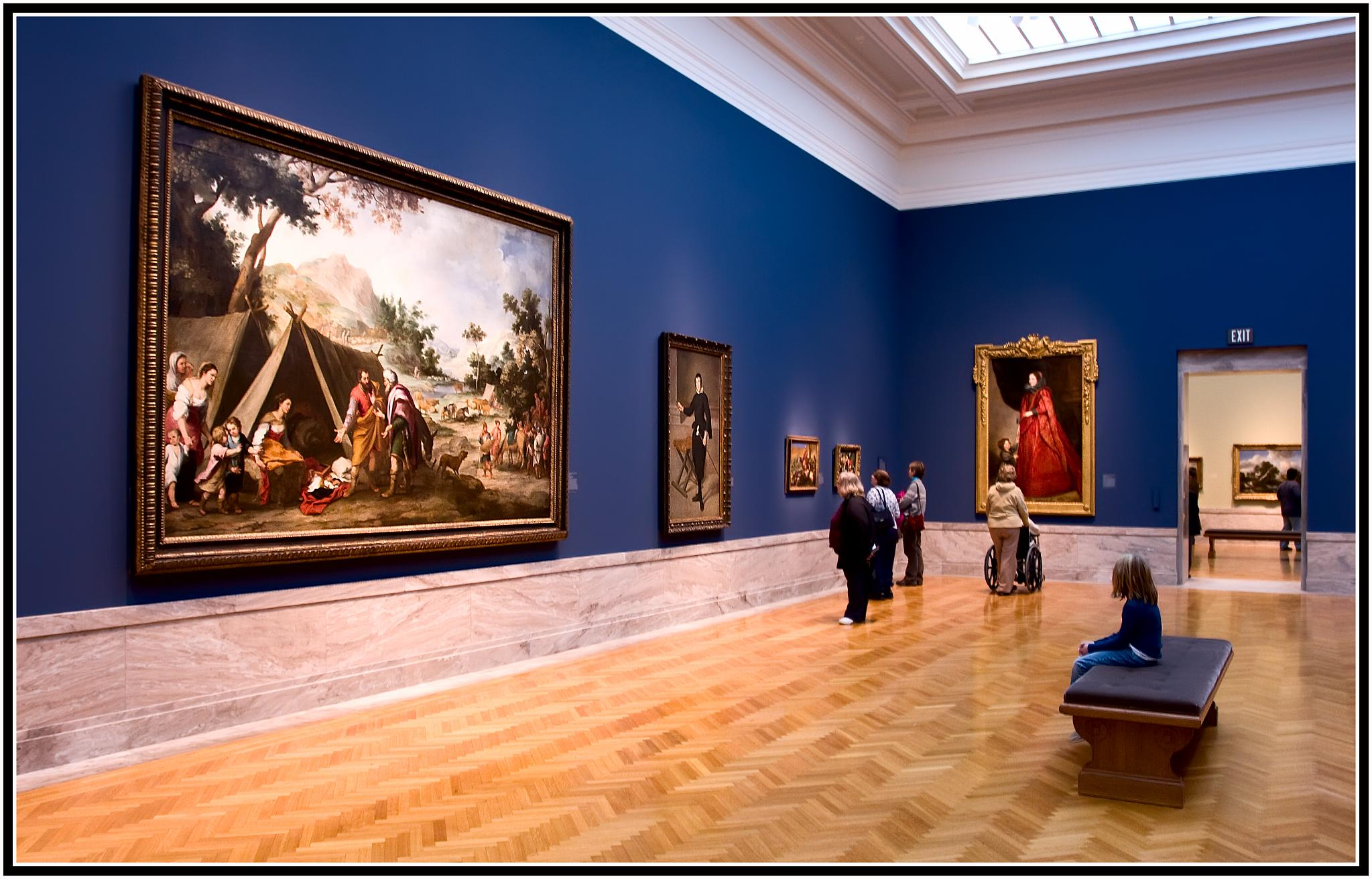
1916年竣工の旧館の展示室（レインバーガー・ギャラリー、2010年の改修工事後の写真）
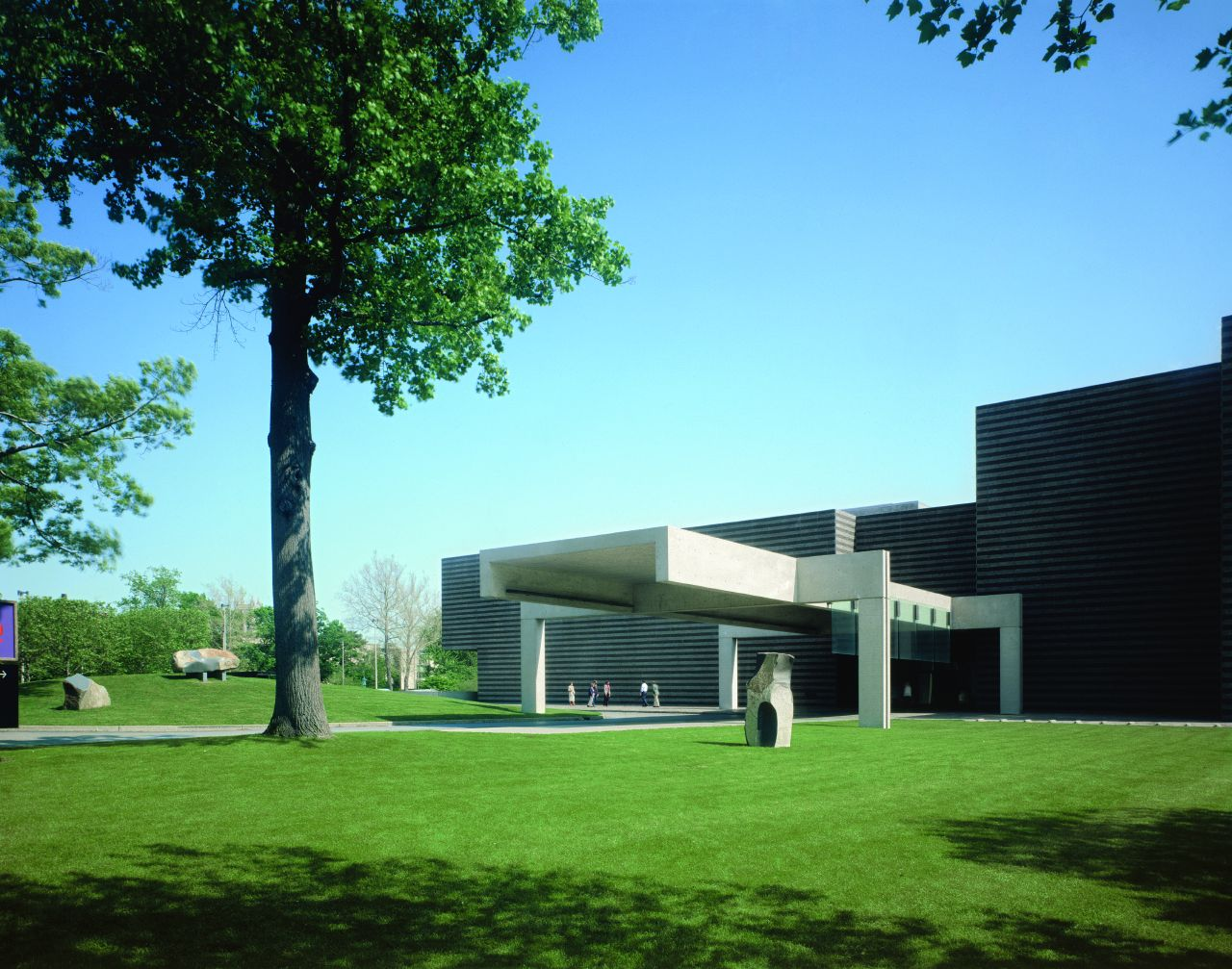
マルセル・ブロイヤー設計のエントランス（ヴィニオリによる増築前の写真）
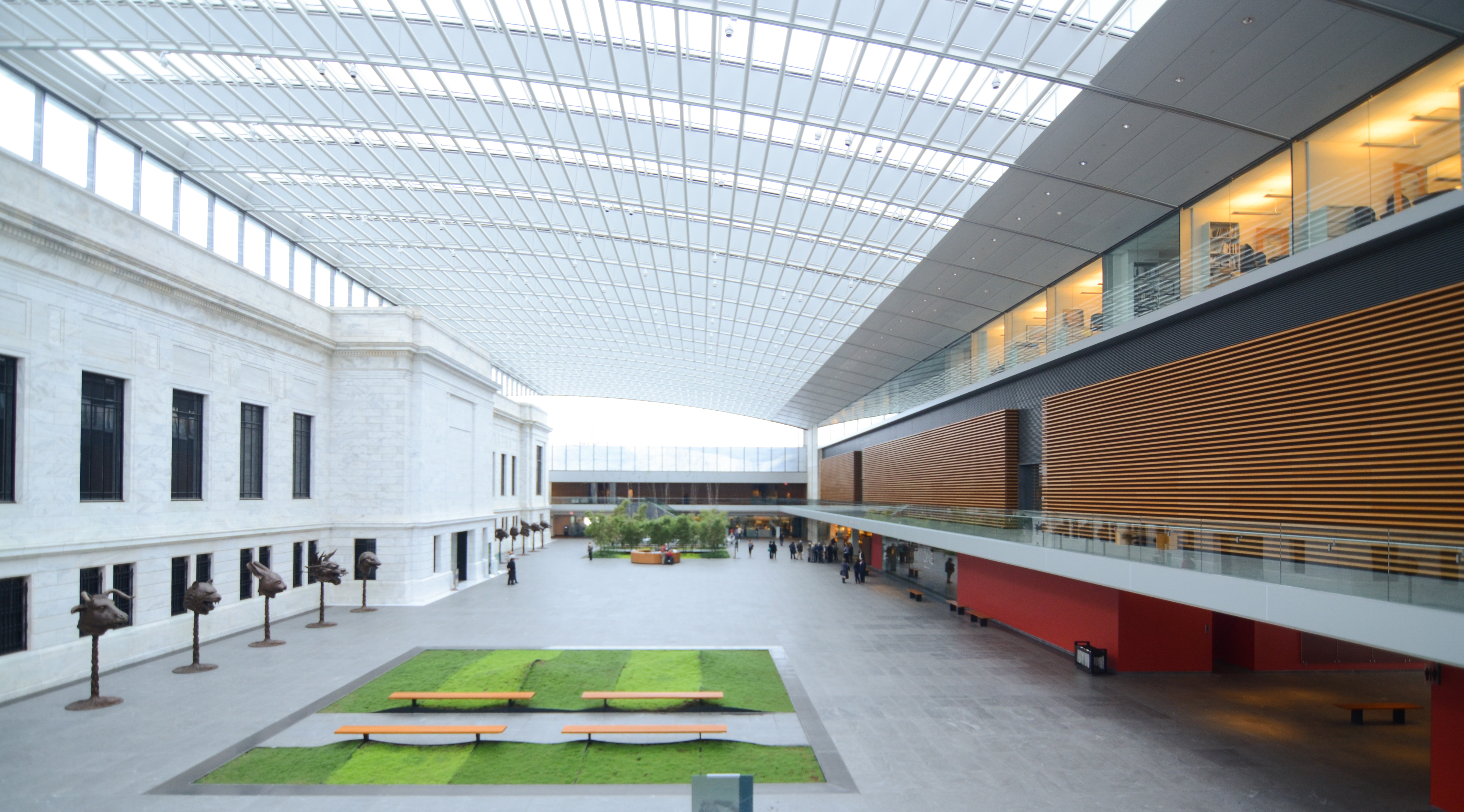
2010年に旧館の背後に完成したアトリウム。旧館の前にアイ・ウェイウェイの作品が並ぶ

## 施設
開園時間
毎日午前 10 時から午後 5 時まで開館（月曜日を除く）。

## 注・出典
1. ↑  Cleveland Art Apollo
2. ↑  “Cleveland Museum of Art” (2022年10月13日). 2022年12月21日閲覧。

## 関連文献
- （日本語） 門脇 興次 (前クリーブランド日本語補習校教諭・千葉県立成田市立東小学校教諭). "補習授業校における国際理解教育の実践 : クリーブランド美術館におけるジャパニーズフェスティバルを通して." 在外教育施設における指導実践記録 24, 111-114, 2001. 東京学芸大学. See profile at CiNii.